# Астронимика
Астрони́мика (от др.-греч. ἀστήρ «звезда» + ὄνομα «имя») — раздел ономастики, наука, которая изучает названия «точечных» небесных тел, то есть названия планет и их спутников (Сатурн, Янус, Рея), звёзд (Сириус), метеороидов (метеоритных потоков), метеоритов (Гирин, Гоба), астероидов (Веста, Матильда), комет (Галлея, Макнота). Иногда термин «астронимика» используют как синоним к слову «космонимика», однако последняя изучает именования пространственных объединений небесных тел, как они видятся земному наблюдателю: обозначения созвездий и их частей, звёздных скоплений и галактик (Большая Медведица, Орион, Палица (часть созвездия Геркулес), Плеяды, Млечный Путь, туманность Андромеды).
К небесным названиям проявляют живой интерес астрономы, популяризаторы астрономии, этнографы, фольклористы, однако научное изучение астронимов началось, когда они стали изучаться лингвистами (А.В. Суперанской, В.А. Никоновым, М.Э. Рут, Л.Ф. Фоминой и др.). Научное становление астронимики происходит в 60-е-70-е годы XX века.
Астронимы можно разделить на две группы: старые (которые появились до изобретения телескопа) и новые (образованные в эпоху телескопической астрономии). Можно также выделить научные астронимы (кодифицированы наукой) и народные. Многие старые научные названия сформировались на основе народных. Первые названия небесных тел появились ещё в глубокую древность. К примеру, такие слова, как «солнце», «луна», «звезда» входят в разряд древнейшей лексики наравне с терминами родства (брат, сестра), числительными (один, два…) и др.
Сейчас большая часть космических названий «молчит». Для современного человека их исторический смысл либо скрыт (звезда Антарес), либо открыт только поверхностно (созвездие Пегас). Но небесные названия могут раскрыть много ценной информации о жизни наших предков. Так, учитывая тот факт, что положение звёзд относительно друг друга меняется со временем, астрономы доказали, что 100 тыс. лет назад люди в Большой Медведице на самом деле видели медведя, а это позволяет предполагать, что в это время люди уже разговаривали и что в их языке уже было слово, обозначающее медведя. Примерно 80 тыс. лет назад такое сходство исчезло.
Астротопони́мика — особый раздел астронимики, который изучает названия объектов на поверхности планет (кроме Земли), их спутников и астероидов. Большая часть астротопонимов имеет мемориальный характер, то есть они названы в честь выдающихся учёных, исследователей, деятелей искусства и т. д. (например, крупнейшие кратеры Меркурия получили названия Гомер, Гёте, Шекспир, Рафаэль, Достоевский, Толстой, Бетховен). Другая группа космических топонимов представлена географически земными топонимами (например, мыс Агар на Луне — название по мысу на Азовском море; горная система Карпаты на Луне и др.).
Основным источником космических названий является мифология.
Все названия присваиваются в соответствии с определёнными правилами, утверждёнными МАС и расписанными в планетной номенклатуре.